# جيم ميرفي (لاعب كرة قدم)
جيم ميرفي (بالإنجليزية: Jim Murphy)‏ هو لاعب كرة قدم بريطاني في مركز نصف الجناح، ولد في 14 أكتوبر 1956 في هميلتون في المملكة المتحدة. لعب مع كوين أوف ساوث ونادي آير يونايتد ونادي دندي ونادي كلايد وهاميلتون أكاديميكال.